# 京都市立向島東中学校
京都市立向島東中学校（きょうとしりつ むかいじまひがしちゅうがっこう）は、京都市伏見区向島にある京都市立中学校。

## 概要
国道24号以東の向島地区を校区とする中学校である。向島ニュータウン建設などの人口増加に伴って開校した。
略称「東中」、「向東中」。マスコットキャラクターの名前は、『東丸』。

## 沿革
- 1983年
  - 2月 - 京都市立向島中学校分校建設促進委員会結成
  - 4月 - 京都市立向島中学校東分校として向島中学校内に設置
  - 5月 - 京都市立向島中学校東分校建設委員会設立
  - 9月 - 校名を京都市立向島東中学校に決定
  - 11月 - 校章決定
- 1984年
  - 3月 - 校歌制定
  - 4月 - 開校
- 1985年
  - 4月 - 中国陝西省観光経済調査団来校
  - 7月 - 中国西安市西安第六十中学校と友好学校交流議定書調印
  - 11月 - 中国西安市教育局友好代表団来校
- 1992年3月 - コンピューター教室設置
- 1999年8月 - 図書室、音楽室にエアコンを設置
- 2001年10月 - 選択式学校給食開始
- 2013年6月 - 向島東中学校30周年記念式典開催

## 通学区域
- 京都市立向島小学校（全域）
- 京都市立向島藤の木小学校（全域）

## 交通
- 京阪宇治線 観月橋駅下車
- 近鉄京都線 向島駅下車

## 出身者
- 石原彪（プロ野球選手）
- 林優樹（プロ野球選手）

## 通学区域が隣接している学校
- 京都市立向島秀蓮小中学校
- 京都市立桃陵中学校
- 京都市立桃山中学校
- 宇治市立東宇治中学校
- 宇治市立槇島中学校